# 노곡동
노곡동(魯谷洞)은 대한민국 대구광역시 북구에 있는 법정동이다. 칠곡읍 지역이 아니었는데도 행정동은 관문동 (대구)에 속하나, 대구강북소방서 개서 이전까지 나머지 칠곡 지역과 관할 소방서가 달랐던 등 칠곡과 다르게 관할하는 기관들도 있는 등 중간 지역의 성격을 가지고 있다.
노곡동에 있는 하중도 (대구)는 대구의 몇 안되는 섬으로 유명하다.

## 같이 보기
- 관문동 (대구)